# Aardschok
Aardschok (nl. ‚Erdbeben‘ oder ‚Erdstoß‘) ist ein niederländisches Metal-Magazin, das seit 1980 dort und in Belgien erscheint. Das Blatt wurde im Oktober 1980 von „Metal Mike“ van Rijswijk und Stefan Rooyackers gegründet.

## Geschichte
Die erste Ausgabe erschien 1980 in einer Auflage von 500 Stück. Die Zeitschrift berichtete als erste Publikation ausschließlich über Metal (wobei dieser nicht vom Hard Rock abgegrenzt wurde) und war etwa Vorbild für das deutsche Magazin Rock Hard, einige von dessen Redakteuren lernten sich über die Kleinanzeigen des Heftes kennen. Die Redakteure der Zeitschrift Aardschok begleiteten Bands wie Mercyful Fate und unterstützten sie, indem sie Auftritte organisierten. Vor dem METAL HAMMER und dem kommerziellen ROCK HARD erschien 1983 eine deutsche Ausgabe mit dem deutschen Herausgeber Axel Thubeauville, die allerdings im Jahre 1984 wieder eingestellt wurde. Aus der deutschen Ausgabe wurde dann AARDSCHOK / ROCK POWER, allerdings wurde auch dieses Heft kurzfristig wieder eingestellt. Das Blatt gilt als führendes Hard-Rock- und Metal-Magazin der Benelux-Staaten, das auch über die Landesgrenzen hinweg wahrgenommen wird. In der Redaktion ist auch André Verhuysen tätig, der zu den Organisatoren des Metal-Festivals Dynamo Open Air zählt.